# Vydavatelský arch
Vydavatelský arch je zvláštní měrná jednotka, kterou je poměřován rozsah literárních či výtvarných děl při jejich tisku. Jeden vydavatelský arch obsahuje 36 000 tiskových znaků, což jsou všechny běžné alfanumerické znaky včetně interpunkčních znamének a mezer mezi slovy. Výjimku tvoří poezie, kde jeden autorský arch tvoří celkem 620 veršů, u výtvarných děl pak přesně 0,23 metru čtverečního potištěné plochy. Jednoduchými propočty pak je možné zjistit, že jeden řádek běžného strojopisného textu (obsahujícího průměrně 60 znaků na řádek) tvoří přesně 1/600 tiskového archu, jeden tiskový arch tedy obsahuje 600 řádků po 60 znacích.
Zkratka uváděná v českých knihách je VA.

## Příklad
- V knize Obrázkový svět z roku 1985 je uvedeno: 27,16 AA (text 5,92, ilustrace 21,24), 27,31 VA)[1]